# Diplobodes kanekoi
Diplobodes kanekoi is een mijtensoort uit de familie van de Carabodidae. De wetenschappelijke naam van de soort werd voor het eerst geldig gepubliceerd in 1958 door Aoki.